# خوسيه عمر ثيربانتس
خوسيه عمر ثيربانتس (بالإسبانية: José Omar Cervantes)‏ (27 سبتمبر 1985 في المكسيك - ) هو لاعب كرة قدم مكسيكي في مركز الهجوم. لعب مع أتلانتي إف سي وطوروس نيزا.

## وصلات خارجية
- خوسيه عمر ثيربانتس على موقع قاعدة بيانات كرة القدم.إي يو (الإنجليزية)